# Pârcovaci, Iași
Pârcovaci este un sat ce aparține orașului Hârlău din județul Iași, Moldova, România. Este prima localitate pe care o străbate râul Bahlui. Locuitorii se ocupă în principal cu agricultura, respectiv cultivarea porumbului, grâului, floarea soarelui viticultura și creșterea animalelor. La intrarea în localitate pe Bahlui , este construit un baraj creându-se astfel un lac de acumulare care alimentează cu apa orașul Hârlău. In apropierea barajului, pe partea stângă a răului, se găsesc câteva izvoare de ape minerale sulfuroase, neexploatate in prezent; In parte de vest a localității sunt păduri de foioase care se întind pana la limita cu județul Botoșani. Pădurile din jur sunt exploatate pentru lemnul de construcții și de foc.
Pe raza satului se afla un sit arheologic situat in zona „Între Islazuri”, pe versantul nordic al dealului Miriște de la vest de sat, care cuprinde așezări din perioada Hallstatt( prima perioada a fierului), secolele al VI-lea–al VIII-lea (epoca migrațiilor), secolele al XI-lea–al XII-lea (Evul Mediu Timpuriu) și din secolul al XVII-lea.  În apropiere de Dealul Mare se găsește rezervația forestieră Humosu (cresc specii de plante protejate: Laleaua Pestriță și Papucul Doamnei) și arbori seculari: fag, carpen, frasin, tei).